# Journal of the American College of Cardiology
Journal of the American College of Cardiology (JACC) is een internationaal peer-reviewed wetenschappelijk tijdschrift op het gebied van de cardiologie. Het is een van de meest geciteerde tijdschriften op dit gebied. De naam wordt in literatuurverwijzingen meestal afgekort tot J. Am. Coll. Cardiol. Het wordt uitgegeven door Elsevier namens de American College of Cardiology.